# Breithorn (Zermatt)
Das Breithorn ist ein fünfgipfliger, von West nach Ost verlaufender, stark vergletscherter Bergkamm in den Walliser Alpen. Der höchste Punkt des Kamms und zugleich bergsteigerisch leichteste Viertausender der Alpen ist der Westgipfel (Hauptgipfel, Breithorn Occidentale, 4160 m ü. M.). Weiter nach Osten folgen der Mittelgipfel (4154 m ü. M.) sowie die Breithorn-Zwillinge, bestehend aus dem Ostgipfel (westlicher Zwilling, 4138 m ü. M.) und dem Gendarm (östlicher Zwilling 4106 m ü. M.). Der Breithornkamm endet im Osten mit der Roccia Nera (deutsch Schwarzfluh, 4075 m ü. M.).
Zwischen Klein Matterhorn und Breithorn befindet sich der Breithornpass (3810 m ü. M.) und das Breithornplateau (3791 m ü. M.), welches sich über die höchstgelegene Skipiste Europas in Richtung Gobba di Rollin (frz. Dos de Rollin, 3899 m ü. M.) erstreckt. Zwischen dem West- und Mittelgipfel liegt der Sattel (4081 m ü. M.), zwischen Mittel- und Ostgipfel die Selle (4018 m ü. M.) und das Schwarztor (Porta Nera, 3722 m ü. M.) zwischen Roccia Nera und Pollux. Ausserdem befindet sich an der Südflanke der Roccia Nera in einer Höhe von 3787 m ü. M. das Biwak Rossi e Volante des italienischen Alpenvereins CAI. Über das Breithorn verläuft der Alpenhauptkamm und die Grenze zwischen dem Wallis und der Autonomen Region Aostatal.
Die Erstbesteigung wurde 1813 durch Henry Maynard, Joseph-Marie Couttet, Jean Gras, Jean-Baptiste Hérin und Jean-Jacques Hérin unternommen.

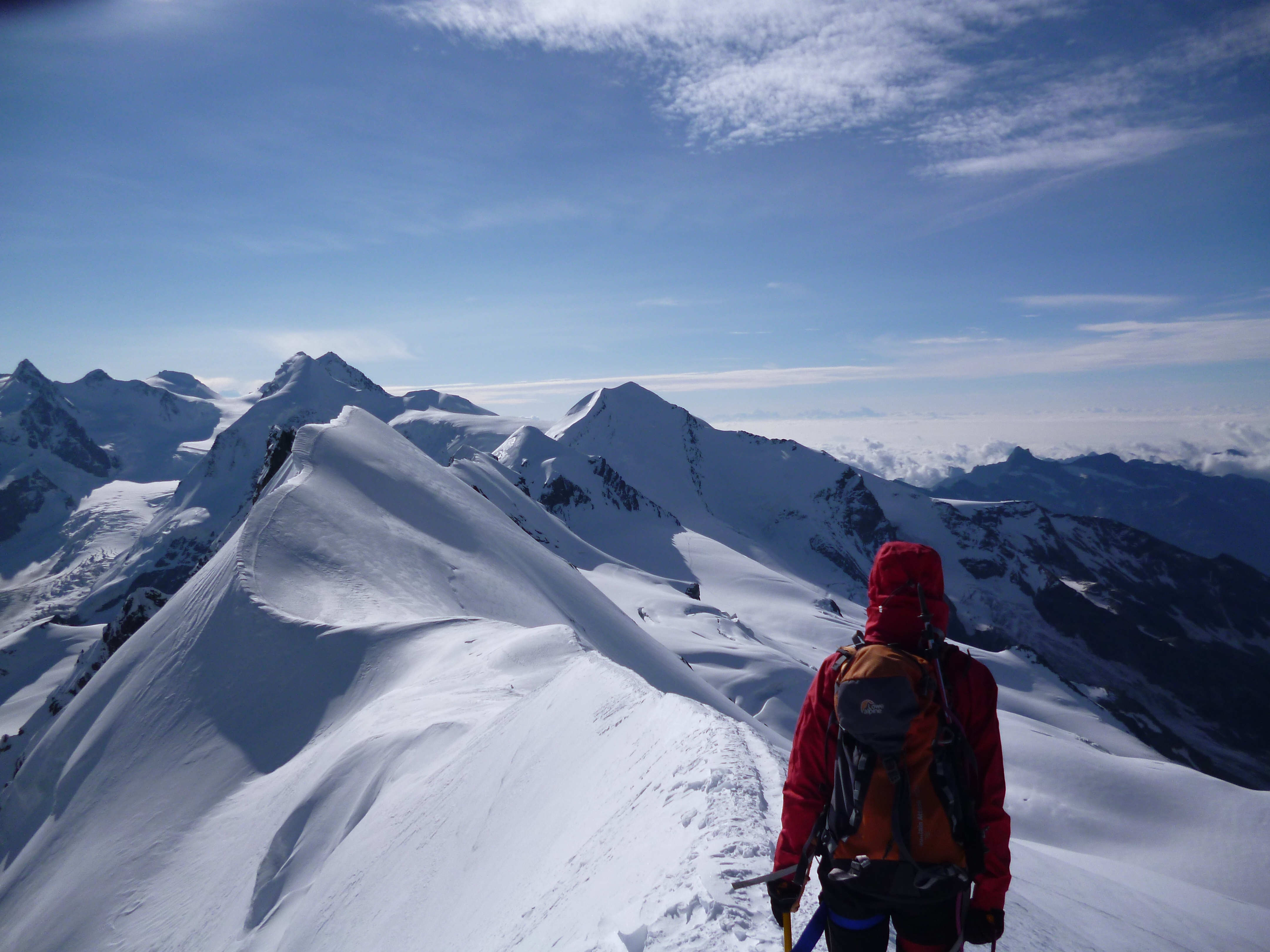
Grat vom Hauptgipfel zum Mittelgipfel

Wegen der auf das 3883 m ü. M. hohe Klein Matterhorn führenden Seilbahn wird der technisch wenig anspruchsvolle Hauptgipfel häufig bestiegen. Die Normalroute führt von Südsüdwest zunächst über den Firn des Breithornplateaus und später einen 35 Grad steilen Hang hinauf. Der Aufstieg dauert zwischen eineinhalb und drei Stunden. Die Abfahrt mit den Ski oder dem Snowboard ist vom Hauptgipfel für routinierte Fahrer problemlos. Trotz der guten Erschliessung handelt es sich um eine hochalpine Tour, die die entsprechende Ausrüstung und Erfahrung erfordert.
Als Alternative kann man den Westgipfel auch von Osten her über einen schmalen Grat besteigen, was eine recht einfache Traversierung des höchsten Gipfels des Breithorns darstellt. Ausgangspunkt des Grates ist die Einschartung zwischen West- und Mittelgipfel am Sattel (Sella 4076 m ü. M.), von wo aus man auch den Mittelgipfel über den weiteren Verlauf des Grates besteigen kann. Von Westen ist der Grat des Breithorns bis zum Mittelgipfel vollständig überfirnt, weiter nach Osten kombiniert mit Fels. Die Tour vom Ost- zum Westgipfel wird auch halbe Breithorntraversierung genannt mit Kletterei bis zum IV. Schwierigkeitsgrad.
Als „Breithoru-Liit“ (Breithorn-Leute) bezeichnen Zermatter Bergführer Alpinisten, die man guten Gewissens nur auf das Breithorn führen kann.